# 987 (číslo)
Devět set osmdesát sedm je přirozené číslo. Římskými číslicemi se zapisuje CMLXXXVII a řeckými číslicemi ϡπζʹ. Následuje po čísle devět set osmdesát šest a předchází číslu devět set osmdesát osm.

## Matematika
987 je:
- Fibonacciho číslo
- Deficientní číslo
- Složené číslo
- Nešťastné číslo

## Astronomie
- (987) Wallia je planetka hlavního pásu, kterou objevil v roce 1922 Karl Wilhelm Reinmuth
- NGC 987 je čočková galaxie v souhvězdí Trojúhelníku

## Roky
- 987
- 987 př. n. l.